# Olle Sundqvist
Olof Olle Erland Sundkvist, född 21 april 1917 i Malma, död 12 juli 1989 i Ramnäs, var en svensk friidrottare (stavhopp). Han vann SM-guld i stavhopp tre gånger. Han tävlade inom landet för IFK Södertälje.